# Rijksstad Schwäbisch Gmünd
De rijksstad Schwäbisch Gmünd was een tot de Zwabische Kreits behorende rijksstad binnen het Heilige Roomse Rijk.
Reeds in de achtste eeuw was er vermoedelijke een cel van abdij Saint Denis bij Parijs. In 1162 wordt de plaats voor het eerst genoemd. Mogelijk was het de eerste stad die keizer Frederik I Barbarossa in Zwaben stichtte. De stad wordt het bestuurlijk middelpunt van de bezittingen van de Hohenstaufen in Zwaben. Na het uitsterven van de Hohenstaufen in het midden van dertiende eeuw wordt Gmünd rijksstad. In 1430 verwerft de stad het rijksschoutambt als pand en in 1554 de heerlijkheid Bargau.
In de Reichsdeputationshauptschluss van 25 februari 1803 wordt in paragraaf 6 de inlijving bij het nieuwe keurvorstendom Württemberg vastgesteld.
Tot het gebied van de rijksstad behoorden naast Gmünd ook Bettringen, Spraitbach, Bargau en Iggingen.